# Parlero
Parlero ist eines von sechs Parroquias in der Gemeinde Villayón der autonomen Region Asturien in Spanien.

## Geographie
Parlero ist ein Parroquia mit 175 Einwohnern (2011) und einer Grundfläche von 20,68 km². Es liegt auf 728 m Höhe über dem Meeresspiegel. Der Ort liegt 10 km vom Hauptort Villayón der gleichnamigen Gemeinde entfernt.
Die Flüsse Río Parlero und el Bauloso fließen zum Río Bullimeiro zusammen, der mit dem Río Cabornel in den Río Navia mündet.

## Wirtschaft
Die Landwirtschaft prägt seit alters her die Region.

## Klima
Angenehm milde Sommer mit ebenfalls milden, selten strengen Wintern. In den Hochlagen können die Winter durchaus streng werden.

## Sehenswürdigkeiten
- Kirche San Bartolomé

## Dörfer und Weiler in der Parroquia
- Bullimeiro 12 Einwohner (2007)
- Berrugas 5 Einwohner (2007) 43° 23′ 22″ N, 6° 40′ 3″ W
- Candanosa 11 Einwohner (2007)
- Lagos 15 Einwohner (2007) 43° 24′ 1″ N, 6° 40′ 19″ W
- las Cárcobas 19 Einwohner (2007) 43° 24′ 22″ N, 6° 39′ 42″ W
- Lendelforno 35 Einwohner (2007) 43° 22′ 57″ N, 6° 40′ 40″ W
- Lendequintana 60 Einwohner (2007) 43° 23′ 50″ N, 6° 41′ 41″ W
- Zureirina 8 Einwohner (2007) 43° 23′ 33″ N, 6° 40′ 2″ W
- Balvona 7 Einwohner (2007) 43° 24′ 11″ N, 6° 40′ 36″ W
- Parlero 29 Einwohner (2007) 43° 24′ 7″ N, 6° 40′ 12″ W